# Abdullah Ahmad Badawi
Abdullah Ahmad Badawi (ur. 26 listopada 1939 w Kepala Batas, w stanie Penang, zm. 14 kwietnia 2025 w Kuala Lumpur) – malezyjski polityk, premier Malezji od 31 października 2003 do 3 kwietnia 2009, przewodniczący Zjednoczonej Malezyjskiej Organizacji Narodowej (UNMO) w latach 2003–2009, największej partii politycznej w kraju. Wicepremier i minister spraw wewnętrznych w latach 1999–2003, minister spraw zagranicznych w latach 1991–1999.

## Życiorys

### Młodość i edukacja
Urodził się w 1939 w Kepala Batas, w Penang, w Malezji. Jego ojciec był znanym religijnym działaczem partii UNMO.
Uczył się w Bukit Mertajam High School w Bukit Mertajam. W 1964 ukończył studia licencjackie z dziedziny islamistyki na Uniwersytecie Malaya.

### Początki kariery politycznej
Po zakończeniu studiów w 1964, wstąpił do służby cywilnej i dyplomatycznej. W 1965 dołączył do UNMO. W 1969 został sekretarzem Rady Bezpieczeństwa Narodowego. Od 1973 do 1978 był urzędnikiem w Ministerstwie Kultury, Sportu i Młodzieży. W 1978 zrezygnował z kariery urzędniczej i został wybrany członkiem Dewan Rakyat (niższa izba parlamentu) ze swojego rodzinnego okręgu, Kepala Batas.
W 1978 objął pierwszą posadę w administracji rządowej jako sekretarz w Ministerstwie Terytorium Federalnego. W 1980 awansował na stanowisko wiceministra.

### Minister
W 1981 awansował na stanowisko ministra Terytorium Federalnego. Następnie, w latach 1984–1986 zajmował stanowisko ministra edukacji, w latach 1986–1987 ministra obrony w rządach premiera Mahathira bin Mohamada.
W 1988 został wiceprzewodniczącym partii UNMO. 15 marca 1991 premier Mahathir bin Mohamad mianował go ministrem spraw zagranicznych i urząd ten Badawi pełnił do 1999. W styczniu 1999 został wicepremierem i ministrem spraw wewnętrznych, zastępując na tym stanowisku wyrzuconego z partii Anwara Ibrahima.

### Premier

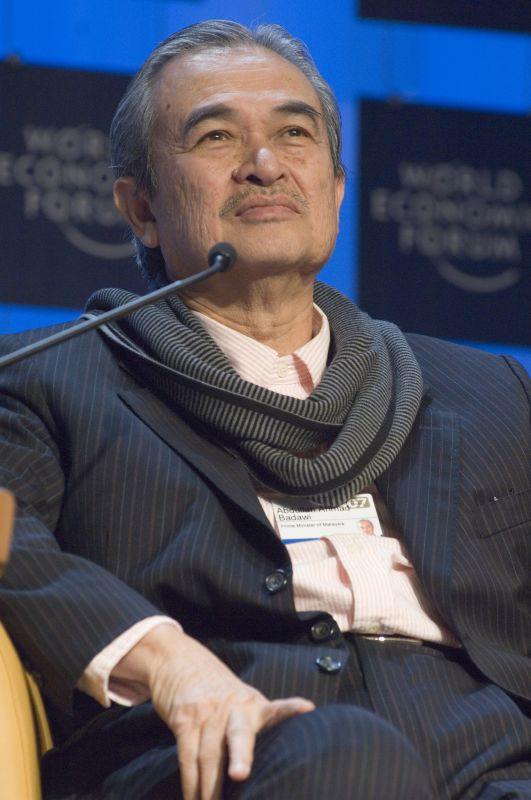
Abdullah Ahmad Badawi w czasie Światowego Forum Ekonomicznego w Davos, 2007

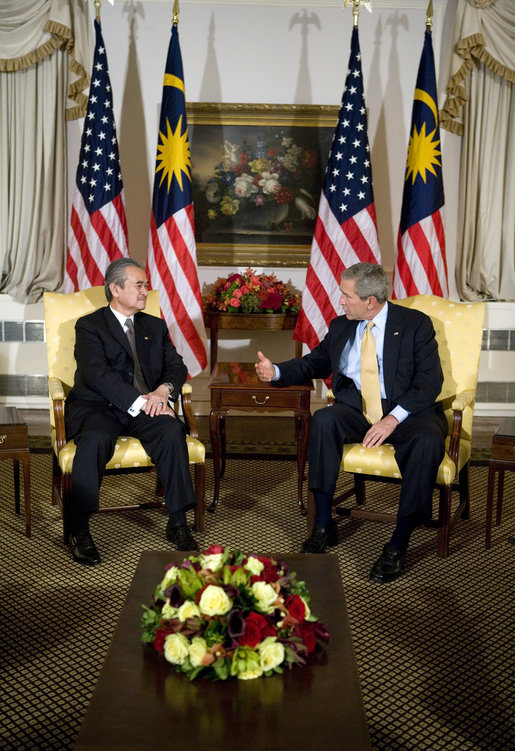
Abdulah Ahmad Badawi z prezydentem George’em W. Bushem, wrzesień 2006

Po rezygnacji z urzędu premiera przez Mahathira Mohamada po 22 latach sprawowania władzy, nowym szefem rządu został wybrany 31 października 2003 Abdullah Ahmad Badawi. W wyborach parlamentarnych 21 marca 2004 koalicja Front Narodowy (BN, Barisan National), którą tworzyła Zjednoczona Malezyjska Organizacja Narodowa, odniosła jednogłośne zwycięstwo, zdobywając 198 miejsc w 219-osobowym parlamencie.
W polityce wewnętrznej jego rząd dążył do liberalizacji gospodarki, popierał inicjatywy wolnorynkowe, prywatyzację i inwestycje zagraniczne w kraju. W 2006 przedstawił tzw. Dziewiąty Plan Malezyjski, określający priorytety rozwoju gospodarczego na lata 2006–2010. Pod koniec 2005 rząd zawarł porozumienie o wolnym handlu z Japonią, znoszące stopniowo wzajemne cła na wszystkie rodzaje towarów.
Od października 2003 do września 2006 pełnił funkcję przewodniczącego Ruchu państw niezaangażowanych, a w 2005 był przewodniczącym ASEAN.
31 sierpnia 2007 wziął udział w uroczystych obchodach 50-lecia niepodległości Malezji na Placu Niepodległości w Kuala Lumpur. Naśladując pierwszego premiera kraju Tunku Abdula Rahmana, podobnie jak on przed pół wieku, wykrzyknął: Merdekal! („Niepodległość!”).
W wyborach parlamentarnych 8 marca 2008 Zjednoczona Malezyjska Organizacja Narodowa odnotowała ogromną stratę w porównaniu do wcześniejszych wyborów. Pomimo iż utrzymała większość miejsc w parlamencie, zdobyła tylko 140 z 222 mandatów. Oprócz zmniejszenia swojej reprezentacji parlamentarnej, utraciła również na rzecz opozycji władzę w czterech stanach. 10 marca 2008 Abdullah Ahmad Badawi został zaprzysiężony na stanowisku premiera na drugą kadencję. 18 marca 2008 przedstawił skład nowego gabinetu, w którym wymienił połowę ministrów, a sam objął resort finansów.
W czerwcu 2008 członkowie jednej z mniejszych partii, wchodzącej w skład koalicji Frontu Narodowego, zapowiedzieli wystąpienie z wnioskiem o wotum nieufności wobec premiera. Ruch ten argumentowali utratą wiary w skuteczne jego przywództwo. Ostatecznie wnioskodawcy nie dopełnili wymaganych prawem obowiązków i nie zdołali doprowadzić do głosowania. Gdyby im się udało, byłoby to pierwsze wotum nieufności w historii Malezji.
Z powodu spadku popularności premiera w społeczeństwie i słabego wyniku wyborczego, w szeregach partii zaczęły pojawiać się głosy, nawołujące do jego rezygnacji ze stanowiska lidera UNMO i premiera Malezji. 10 lipca 2008 premier Badawi ogłosił prawdopodobne ustąpienie ze stanowiska szefa partii i rządu w czerwcu 2010 i przekazanie władzy swemu zastępcy, Najibowi Tun Razakowi. We wrześniu 2008 ogłosił jednak, że z władzy zrezygnuje być może już wcześniej niż w 2010. 8 października 2008 Badawi, ostatecznie zadeklarował, że z urzędu premiera zrezygnuje w marcu 2009.
Zgodnie z deklaracjami, 26 marca 2009 podczas Kongresu UNMO, zrezygnował z funkcji przewodniczącego partii, a jego następcą został wybrany Najib Tun Razak. 2 kwietnia 2009 premier Badawi złożył dymisję na ręce króla Mizana Zainala Abidina, wyswuwając jednocześnie kandydaturę Najiba Tuna Razaka na swojego następcę. Król zaakceptował tę kandydaturę i 3 kwietnia 2009 Najib Tun Razak zastąpił Badawiego na stanowisku premiera Malezji.

## Życie prywatne
W 1965 poślubił Endon Mahmood, z którą miał dwoje dzieci. Żona zmarła 20 października 2005 na raka piersi po dwóch latach od wykrycia choroby.
6 czerwca 2007 kancelaria premiera poinformowała publicznie o ponownym małżeństwie szefa rządu. 9 czerwca 2007 poślubił Jeanne Danker. Ceremonia odbyła się w rezydencji premiera i uczestniczyli w niej najbliżsi krewni. Jeanne Abdullah ma dwie córki z poprzedniego małżeństwa z młodszym bratem pierwszej żony Badawiego.
Zmarł wieczorem 14 kwietnia 2025 w szpitalu Institut Jantung Negara, w Kuala Lumpur.